# 波多黎各旗帜
 波多黎各自由邦旗幟由三條紅色和兩條白色的色帶組成。紅色與白色互相交替。左側為一藍色三角形，三角形中心處有一五角星。而1952到1995年間的波多黎各旗幟，雖然圖案與現在的旗幟完全相同，但三角形的藍色更深。一般支持波多黎各獨立的人士和團體偏好淺藍色的波多黎各旗幟，而主張波多黎各成為美國第51州的人士則青睞深藍色的旗幟。该旗帜与曾同为西班牙殖民地而后属美国势力范围，并同为加勒比岛国的古巴国旗样式完全一样而红蓝颜色的位置恰好相反。